# Ткаченко Максим Борисович
Максим Борисович Ткаченко (* 9 вересня 1968 Лебедин, Сумська область) — політик, громадський діяч, підполковник запасу.

## Життєпис

### Родина
Народився в сім'ї письменника Бориса Ткаченка.

### Освіта
- 1983—1987 — Лебединське медичне училище ім.. проф.. М. І. Сітенка.
- 1987—1991 — Горківське вище військове училище тилу.
- 2005—2008 — Національна академія державного управління при Президентові України м. Київ.

#### Кваліфікація
Фельдшер, інженер-економіст, магістр управління суспільним розвитком.

### Робота
- 1987 — Завідувач фельдшерсько-акушерського пункту Липово-Долинського району.
- 1991—1993 — Начальник продовольчої та речової служби 423 РРКБ3, ФРН (Німеччина). Західна група військ.
- 1994 — начальник складу управління шпитальної бази Харківського військового шпиталю.
- 1995 — Помічник начальника 1992 військового шпиталю — начальник адміністративно-господарської частини м. Лебедин.
- 1996 — Головний інженер квартирно-експлуатаційної частини м. Ромни.
- 1996 — Помічник начальника 1994 військового шпиталю — начальник адміністративно-господарської частини м. Котовськ Одеської області.

З 1999 — активний громадянський діяч, працює помічником-консультантом Л. Й. Глухівського, потім Степана Давимуки.
- 1999—2000 — Старший оперуповноважений відділу примусових стягнень до бюджету ОДПІ у Сумській області.
- 2002—2004 — Інженер приватного підприємства м. Лебедин.
- 2005—2006 — Голова Лебединської РДА.
- 2006—2010 — Депутат Лебединської районної ради.
- 2007 — Комерційний директор ПП "Племінний завод «Олександрівка» Лебединського району. Цей період відзначається конфронтацією між Максимом Ткаченком і тодішнім керівником Сумщини Юрієм Чмирем. Останній незаконними методами намагався відібрати у Ткаченка майно та орендовані землі. Згодом Ткаченко виграв усі судові позови проти представників окупаційної влади.
- 2012 — до тепер — Голова ФГ «Т. М.Б.» м. Лебедин.

Член обласного «Євромайдану», Просвіти.
Започаткував, а потім реалізував проект встановлення Козацького Хреста у Лебедині на «Алеї Голодомору», на честь козаків, які у 1708—1709 боронили Україну від російських окупаційних військ під проводом царя Петра, а потім були закатовані московитами (особисто О. Мєньшиковим) у центрі Лебедина.
Був членом партії Партія «Удар» Віталія Кличка. Тепер очолює районну організацію Радикальної партії Олега Ляшка.
Відзначився активною фінансовою підтримкою українських культурологічних організацій.[джерело?]

### Сімейний стан
Одружений, має сина.